# Пулемелей (курган)
Пулемелей (англ.  Pulemelei Mound ), второе название Тиа Сеу (англ.  Tia Seu Ancient Mound ), — курган в Самоа, Расположен в районе Палаули, на восточной оконечности острова Савайи.

## Общие сведения
Пирамидоподобный Курган Пулемелей является крупнейшим древним сооружением в Полинезии. Предназначение кургана и имена его создателей до сих пор остаются загадкой. Построенная на каменном основании размером 65 на 60 метров, которое, по-видимому, ориентировано по сторонам света, земляная надстройка насыпи возвышается на 12 метров над островом Савайи, являющимся, как полагают некоторые, колыбелью Полинезийской цивилизации.
Поселения датируются ок. 1000—1600 гг. н/э, фактическая дата его строительства неизвестна.
Несмотря на то, что Курган Пулемелей является важным археологическим памятником и привлекает туристов, этот участок окружен непроходимыми джунглями. Его земляная надстройка особенно подвержена эрозии и атмосферным воздействиям, а каменные элементы также нестабильны и подвержены камнепаду.

## Археология
В 2002 году археологической группой из Норвегии впервые получено разрешение на проведение исследований. Была расчищена большая церемониальная пирамидальная конструкция и проведены опытные раскопки. В 2003 году убрали лишнюю растительность, после чего вновь проведённые раскопки показали, что в этом районе находится более 3000 памятников, построенных около 2000 лет назад.
Согласно полученным результатам, археологи выдвинули версию, что пирамидальная структура Пулемелей, использовалась как церемониальное место и кладбище.